# Széles durbincs
A széles durbincs (Gymnocephalus baloni) a sugarasúszójú halak (Actinopterygii) osztályának sügéralakúak (Perciformes) rendjébe, ezen belül a sügérfélék (Percidae) családjába tartozó védett faj.
A Duna-vízrendszer bennszülött faja, de a Fekete- és a Kaszpi-tenger medencéjének más folyóiban is megtalálható. Gazdasági szempontból jelentéktelen, mivel mérete kicsi, és állománysűrűsége gyér.

## Előfordulása
Tudománytörténeti érdekesség, hogy önálló fajként csak 1974-ben ismerték fel. A vágó durbincs és a széles durbincs feltételezhetően ökológiai specializáció útján különült el egymástól. Korábban a Duna-vízrendszer bennszülött fajának tartottak, de kiderült, hogy a Fekete- és a Kaszpi-tenger medencéjének más folyóiban is előfordul.
Magyarországon a Duna, a Rábca, a Rába, az Ipoly, az Apátkúti-patak, a Dráva, a Mura, a Kerka, a Lendva, a Tisza, a Szamos, a Bodrog, a Keleti-főcsatorna, a Nyugati-főcsatorna, az Eger-patak, a Rima, a Laskó-patak, a Zagyva, a Hármas-Körös, a Hortobágy-Berettyó, a Kettős-Körös, a Fekete-Körös, a Fehér-Körös, a Sebes-Körös, a Berettyó, a Maros és a Tisza-tó az élőhelye.

### Hasonló fajok
Közeli rokonához, a vágó durbincshoz hasonlít a legjobban, de annak oldalát elszórt sötétbarna foltok tarkítják, és teste is robusztusabb. Ezek nem rendeződnek harántsávokká, és hátúszójuk szegélyvonalának meghosszabbítása nem derékszög, hanem hegyesszög alatt metszi a faroknyelet. A selymes durbincs megkülönböztethető tőle, hiszen annak az oldalán hosszanti csíkok futnak. Hasonlít hozzá a sügér, de annak sávozottsága erőteljesebb, és az első hátúszója végén visel foltot.

### Neve
A széles durbincs a tudományos fajnevét a lengyel származású, kanadai Eugene K. Balon ichthiológusról kapta. Emiatt nevezik magyarul balon durbincsnak, továbbá ponty paptetűnek és barna lezsérnek is.

## Megjelenése
Teste zömök és magas, oldalról lapított. Kis termetű, mert kifejlett példányai csak 10-20 centiméteres hosszúságot érnek el, de nagyobbra nőnek, mint a vágó durbincsok. Feje és a szeme is nagy az orra enyhén lekerekített és hosszúkás. Háta a fej mögött meredeken emelkedik a hátúszó kezdetéig, majd onnan fokozatosan ereszkedik a faroknyél közepéig. A hátán lévő meredek emelkedés egy jellegzetes púppal kezdődik, amely az idősebb példányokon különösen szembetűnő. Színe halvány olajbarna, melyen igen sok apró, sötétbarna folt néhány szabálytalan alakú harántsávban rendeződik. Hátúszójának első részében 14-16 tüske, hátulsó felében 11-13 elágazó sugár található. Oldalvonala teljes és 35-40 pikkelyt lehet számolni rajta.

## Életmódja
Táplálékát kezdetben planktonszervezetek, férgek, apró rákok, rovarlárvák és puhatestűek alkotják. A folyók viszonylag gyors áramlású, oxigénben gazdagabb részein, kövek között él. A köveket búvóhelyként használja és csak szürkületkor hagyja el, nappal általában inaktív. Nem alkot rajokat és feltételezhető róla a territóriumtartás is.
A márna- és dévérzóna áramláskedvelő reofil hala, de ezek ellenére holtágakban és állóvizű csatornákban is megtalálható. Ezt azzal lehet magyarázni, hogy az erőteljes időszakos áramlások idején eljut ilyen helyekre. Megfigyelték, hogy az ilyen helyekre került példányok milyen nagy számban gyűlnek össze a visszajutásukat akadályozó zsilipkapuknál, ezzel is azt igazolva, hogyha tehetnék, ők bizony visszatérnének az áramló vízbe.

## Szaporodása
Szaporodása kevésbé ismert, de a vágó durbincshoz hasonlítják, és reofil életmódja miatt íváskor a kavicsos-sóderes mederfenékre rakja le ikráit.

### Magyar nyelvű
- Széles durbincs. TERRA Alapítvány. (Hozzáférés: 2010. július 4.)
- Széles durbincs (Gymnocephalus baloni). KAPITÁLIS.hu Hajdú-Bihari horgászportál. [2008. december 16-i dátummal az eredetiből archiválva]. (Hozzáférés: 2010. július 4.)
- Széles durbincs (Gymnocephalus baloni). vedettfajok.hu. (Hozzáférés: 2010. július 4.)[halott link]
- A nem halászható (horgászható) halfajokról és víziállatokról, valamint az egyes halfajok szerinti halászati tilalmi időkről szóló rendelet módosításáról. 5/2002. (I. 12.) FVM-KöM együttes rendelet. FVM, 2002. január 12.[halott link]

### Idegen nyelveken
- A faj szerepel a Természetvédelmi Világszövetség Vörös Listáján. IUCN. (Hozzáférés: 2010. július 4.)
- A faj adatlapja a FishBase oldalán. FishBase. (Hozzáférés: 2010. július 4.)
- Danube Ruffe Gymnocephalus baloni (Holčík et Hensel, 1974) (angol nyelven). BioLib.cz. (Hozzáférés: 2010. július 4.)
- Gymnocephalus baloni Holcik & Hensel 1974 (angol nyelven). Fauna Europaea. [2016. március 5-i dátummal az eredetiből archiválva]. (Hozzáférés: 2010. július 4.)
- Gymnocephalus baloni Holcík & Hensel, 1974 ježdík dunajský (cseh nyelven). AQUATAB. (Hozzáférés: 2010. július 4.)
- Ježdík dunajský (cseh nyelven). chytej.cz. (Hozzáférés: 2010. július 4.)